# Сова вухата
Сова вухата (Asio otus) — вид птахів роду вухата сова (Asio) родини совові (Strigidae) ряду совоподібні (Strigiformes).

## Зовнішній вигляд
Це сова середнього розміру (менша за ворону сіру). Забарвлення досить строкате з домінуванням рудих тонів. Спина сірувато-бура з рудим відтінком, груди і черевце руді або жовтуваті з довгастими чорними смугами, які перекреслені плоскими поперечними штрихами. Низ черевця і підхвістя білі. Хвіст знизу жовтуватий з рівномірною темною смугастістю. Очі жовто-помаранчеві. Дзьоб темно-сірий або чорнуватий. Лицевий диск рудо-сіруватий, обрамлений білою і чорною смугами. Довкола очей чорні півмісяці зі сторони дзьоба. Під дзьобом чорне пір'я. Між очима білі валики у вигляді півмісяців. Пір'яні «вушка» довгі. Коли птаха сидить, вона добре відрізняється від інших своєю манерою сидіння — стовпчиком з піднятими вертикально пір'яними вушками.
Самки більші від самців, але забарвлені так само.
Маса самців сови вухатої — 0,16-0,33 кг, самок — 0,18-0,43 кг, довжина 35-37 см, крило самців — 27,6-31,0 см, самок — 28,2-32,2 см, розмах — 84-95 см.
Пташенята в першому пуховому вбранні білі, мають білий дзьоб з легким сірим нальотом, який з віком темніє, в другому пуховому вбранні — світло-сірі з рудим відтінком і деякою рябизною, великими чорними полями довкола очей, що з'єднуються під дзьобом, білим пір'ям між очима над наддзьобком, сірим дзьобом і добре вираженими пуховими «вушками».
Крила доволі довгі (довші, ніж у сичів), знизу світлі, але не білі, як у сови болотяної (Asio flammeus), з рудим відтінком, чорними плямами на згинах. Знизу на хвості 7 темних смуг і ще 2-3 приховані (у сови болотяної 3 смуги і 1-2 приховані).
Шлюбний сигнал самця — монотонне низьке «укання». Під час токування в проміжках між звуками часто літає і б'є крилами. Самка видає плакучий звук «няяя», часто в дуеті з самцем. Крик хвилювання — різке «квяк», «квяк-квяк». Пташенята тонко свистять, при чому інтонація свисту залежить від віку.

## Поширення
Поширені вухаті сови в Європі та Північній Азії, на північ від межі високостовбурового лісу до Охотського узбережжя, Примор'я та Японії (Хоккайдо), на південь до Іраку, Середньої Азії, Гімалаїв, Китаю. Мешкає також в Північній Африці на Канарських островах, у Північній Америці.

## Спосіб життя

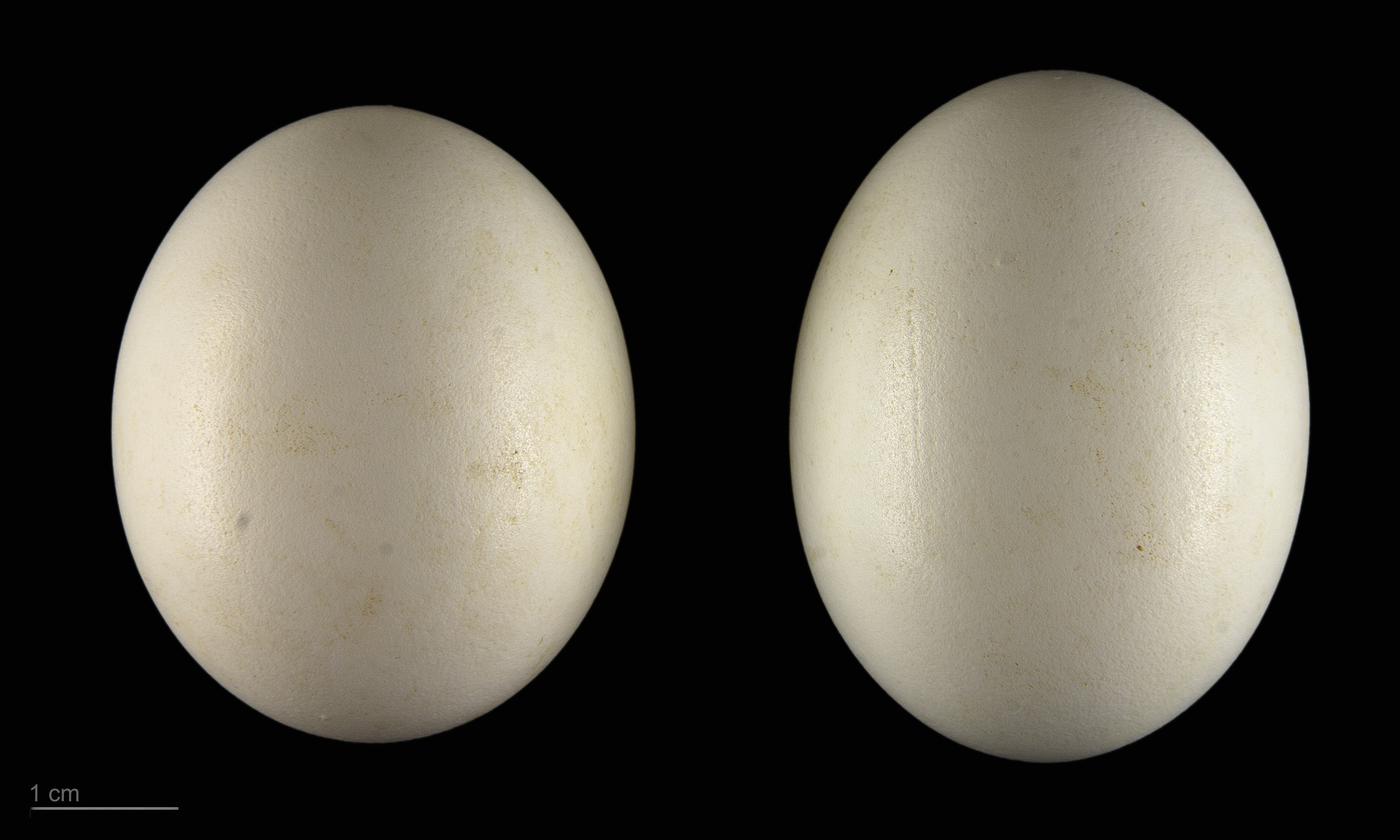
Яйця сови вухатої в оологічній колекції, Тулузький музей

Сова вухата — типовий лісовий вид. Однак для полювання вухатій сові потрібні відкриті простори, а тому, суцільних лісів вона уникає. 
Максимальної чисельності досягає, як правило, в заплавних лісах, особливо в степовій і тайговій зоні. Більшість птахів гніздиться в заплавних або водороздільних лісосмугах площею від 0,01 до 100 га або шириною близько 10-100 м, рідше на галявинах великих лісових масивів, в групах з 2-5 дерев і, дуже рідко, на поодиноких деревах. У останні десятиріччя почала оселятися у парках населених пунктів.
Гнізда влаштовує в основному в спорудах ворон сірих (Corvus cornix) і сорок (Pica pica), рідше граків (Corvus frugilegus). Дуже рідко займає гнізда інших птахів. Займаючи гнізда сорок, сова зазвичай злегка розбирає їхній дах. 
У кладці від 3 до 9, частіше 4-6 яєць білого забарвлення. Під час висиджування деякі яйця забруднюються і стають брудно-білі. 
Відстань між гніздами різних пар у щільних гніздових угрупуваннях коливається від 100 до 800 м, у менш насичених — від 0,8 до 3 км.
Характерною рисою сов вухатих є збирання у групи на денний відпочинок. Найчастіше групи сов, що відпочиваю, можна зустріти у осінньо-зимовий період. Інколи в них нараховується до 100 і більше особин.
Вухаті сови полюють літаючи низько і досить повільно, часто лише ≈ 150 см над землею. Вважається, що вухаті сови частіше знаходять свою здобич на слух, ніж візуально. У деяких американських експериментах вухаті сови навіть перевершували в цьому плані сипух, які мають гострий слух. Як тільки здобич помічається, політ вухатої сови раптово зупиняється, потім вони швидко падають з розчепіреними кігтями, щоб накинутися на здобич, особливо, яка виходить на відкрите місце. Середовище існування може бути навіть більш ключовим, ніж кількість здобичі, для вибору мисливських угідь. Часто, коли чисельність здобичі більша в лісистих місцях ближче до сідалищ або багатих болотистих місцевостях поблизу, вухаті сови все одно часто прилітають до бідних здобиччю місць, таких як старі поля, щоб вони могли виявити здобич на відкритому ґрунті. Загалом було знайдено 478 видів здобичі, з яких 180 були видами ссавців, 191 видом птахів, 83 були різними видами безхребетних, 15 були рептиліями, 7 були земноводними і, як повідомляється, лише кілька видів риб. Однак при найближчому розгляді вухата сова переважно, часто майже повністю, живиться дрібними ссавцями, напр. гризунами, майже в кожній частині свого ареалу. Зазвичай складається загальна картина, що від 80 до 99% раціону складають ссавці за однією оцінкою для всієї Європи. Однак у більш теплих, острівних або більш урбанізованих середовищах більший відсоток або, рідко, навіть більша частина раціону може бути місцевою здобиччю, не ссавцями. Середні розміри здобичі були ретельно вивчені й майже завжди перебувають у дуже вузькому діапазоні. У Європі середній оціночний розмір жертви становив 32,2 г. у Північній Америці середні розміри здобичі варіюються між 30,7 і 37 г за двома оцінками. Загалом, у всьому ареалі середній розмір здобичі становить від 20 до 50 г